# Strasti lásky
Strasti lásky (v anglickém originále Love is a Many-Splintered Thing) jsou 12. díl 24. řady (celkem 520.) amerického animovaného seriálu Simpsonovi. Scénář napsal Tim Long a díl režíroval Michael Polcino. V USA měl premiéru dne  na stanici Fox Broadcasting Company a v Česku byl poprvé vysílán 24. července 2013 na stanici Prima Cool.

## Děj
Bart se při vyprávění této epizody ohlíží za svými neúspěchy s dívkami, zejména s Mary Spucklerovou. Na základní škole ve Springfieldu si uvědomí, že se Mary vrátila do Springfieldu a že ji po událostech z dílu Řeka slz přivítala zpět její rodina. Ačkoli spolu usilují o vztah, Bart se Mary dostatečně nevěnuje a místo toho se soustředí na videohry. I přes Lízino varování Bart nadále bere Mary jako samozřejmost, dokud mu Mary neřekne, že by si měli dát pauzu. Bart tento výraz rozpozná jako varovné znamení potenciálního rozchodu, a Mary navíc začne projevovat zájem o chlapce z Brazílie. Nakonec je Bartovi jasné, že se s ním Mary rozešla poté, co mu po telefonu zazpívá rozchodovou píseň. 
Během hádky mezi Homerem a Marge se Bart postaví na Homerovu stranu a tvrdí, že od mužů nelze očekávat, že budou ženám rozumět, když ženy nikdy neřeknou, co si myslí. V reakci na to Marge řekne Homerovi přesně to, co si o něm myslí, což vede k tomu, že jsou Bart i Homer vyhozeni z domu. Oba se okamžitě usadí v apartmánech Brokewood, v bytě pro neúspěšné manžele, které vyhodily jejich ženy. Bart a Homer si zpočátku na novou situaci zvykají, ale brzy si spolu s ostatními manželi uvědomí, že musí své lásky získat zpět, což se naučí sledováním britských romantických filmů. Když to Bart, Homer a manželé vezmou na vědomí, pozvou Mary, Marge a ostatní manželky do bytu a zazpívají si na melodii „Ódy na radost“. Tím si získají srdce všech žen kromě Mary, jež začala chodit s brazilským chlapcem. Epizoda končí tím, že Líza informuje Barta, že láska je naší jedinou obranou proti propasti, a poté Bart navštíví sociální síť, kde vidí, že se stav Maryina vztahu změnil z „vdaná“ na „svobodná“, a pošle jí zprávu s textem „Chybíš mi.“. Všichni se na ni podívají, jak se jí líbí. Ve scéně po titulcích mu čerstvě ovdovělá Mary zavolá pomocí videohovoru.

## Produkce a kulturní odkazy
Benedict Cumberbatch byl do své role obsazen po schůzce ve stejném studiu, kde dabéři Simpsonových nahrávají své role. Poté, co se dozvěděl, že se jedná o neobsazenou roli, komentoval to takto: „Řekl jsem: ‚Nerad sem lezu, ale mohl bych to nahrát?‘ A vzápětí jsem stál v místnosti se všemi těmi slavnými hlasy: Bartem, Marge, Homerem a Lízou.“. Jeho dvě malé role v této epizodě se netýkaly Sherlocka; místo toho ztvárnil britského premiéra a Severuse Snapea v parodii na film Láska nebeská.
V epizodě se objevuje mnoho odkazů na Woodyho Allena, jehož postava vystupuje jako Bartův poradce, a na Allenův film Annie Hallová. Film, na který se Bart a jeho přítelkyně vydají, se jmenuje La Règle du Jeu.

## Vydání

### Hodnocení
Epizoda získala v demografické skupině 18–49 diváků známku 2,0 a sledovalo ji celkem 4,19 milionu diváků. Díky tomu se díl stal druhým nejsledovanějším pořadem v rámci bloku Animation Domination stanice Fox v ten večer po Griffinových, když porazil seriály Bobovy burgery, Americký táta a The Cleveland Show.

### Přijetí kritiky
Epizoda se setkala převážně s negativními recenzemi.
Robert David Sullivan z The A.V. Clubu jí udělil známku D+, když řekl: „Na Simpsonovy je to neobvykle soustředěný příběh, který je však vycpán sebeparodickými camei a povrchními imitacemi celebrit ve stylu Griffinových.“.
Rob H. Dawson z TV Equals řekl: „Jen mi Strasti lásky přišly naprosto nudné a neuspokojivé, to je vše.“.